# Eucera doursana
Eucera doursana là một loài Hymenoptera trong họ Apidae. Loài này được Dalla Torre & Friese mô tả khoa học năm 1894.